# Zorgkantoor
Een zorgkantoor is een uitvoeringsorgaan van de Wet langdurige zorg (Wlz). Nederland is hiertoe in regio's onderverdeeld, waarbij voor iedere regio een zorgverzekeraar als concessiehouder is aangewezen die daarmee verantwoordelijk is voor de juiste uitvoering van de Wlz in die regio. Dat betekent onder andere dat een zorgkantoor contracten afsluit met zorginstellingen om de zorg te leveren die valt onder de Wlz aan cliënten die hiertoe toegang hebben op basis van een indicatie die is afgegeven door het Centrum Indicatiestelling Zorg.